# Хайнрих VII фон Шаунберг
Хайнрих VII фон Шаунберг или Хайнрих VII фон Юлбах-Шаунберг (на немски: Heinrich VII von Schaunberg; Heinrich VII von Julbach-Schaunberg; * ок. 1322; † 9 октомври 1390) от Юлбах на река Ин в Бавария е граф на Шаумбург/Шаунбург/Шаунберг в Горна Австрия. Резиденцията е замък Шаунбург/Шаунберг в Харткирхен. През 1382 г. граф Хайнрих залага господството Юлбах на Вителсбахите и родът започва да се нарича фон Шаунбург/Шаунберг.

## Биография
Той е син на граф Хайнрих V фон Шаунберг († 1351/1357) и първата му съпруга му Анна фон Труендинген († сл. 1329), дъщеря на граф Улрих фон Труендинген († 1311) и Имагина фон Изенбург-Лимбург († 1343). Баща му се жени втори път пр. 24 януари 1338 г. за Елизабет фон Оксенщайн († сл. 1338). Брат е на граф Улрих I фон Шаунберг († 1393), женен 1360/1364 г. за Елизабет фон Нюрнберг († ок. 1383). Другите му братя са духовници. Сестра му Имагина фон Шауенбург († 1377) е омъжена 1351 г. за граф Лудвиг XII фон Йотинген († 1370).
През 1380, 1383, 1388 и 1390 г. херцог Албрехт III от Австрия от Хабсбургите окупира замъците на Дунав, обсажда безуспешно замък Шаунберг. Хайнрих трябва да се подчини през 1390 г. на херцога.

## Фамилия
Хайнрих VII фон Шаунберг се жени пр. 9 януари 1362 г. за графиня Урсула фон Гьорц/Горица, Шьонек, Нойхауз и Утенщайн († сл. 1377) от род Майнхардини, дъщеря на граф Майнхард VI фон Гьорц († 1385) и графиня Катарина фон Пфанберг († 1375). Те имат седем деца:
- Анна († пр. 1396), омъжена за граф Херман II фон Цили († 1435), бан на Славония
- Барбара († 6 март 1398), омъжена за Хайнрих III фон Розенберг († 1412), син на (Волдрих) Улрих I фон Розенберг († 1390) и Елизабет фон Вартенберг († 1387).
- Кунигунда († 1424), омъжена на 12 ноември 1376 г. в замък Шаунберг за Йохан II фон Лойхтенберг († 1390), син на ландграф Йохан I фон Лойхтенберг († 1407)
- Хайнрих XIII († 17 юли 1383)
- Улрих II († 22 април 1398), 1382, женен пр. 18 март 1386 г. за Елизабет фон Абенсберг († пр. 1423), дъщеря на Йохан II фон Абенсберг († 1397)
- Агнес († 10 август 1412), сгодена на 9 април 1383 г. и омъжена на 18 март 1386 г. за Йобст фон Абенсберг († 1428), син на Йохан II фон Абенсберг († 1397)
- Урсула († сл. 10 август 1412), омъжена на 15 февруари 1383 г. в Шаунбург за граф Албрехт III фон Верденберг-Хайлигенберг-Блуденц († 1420)